# بی‌حس‌کننده سطحی
بی‌حس‌کننده سطحی (به انگلیسی: topical anesthetic) داروهای بی‌حس‌کننده‌ای هستند که جهت ایجاد بی‌حسی در سطوح مختلف از بدن بکار می‌روند. از این داروها برای بی‌حس کردن هر نقطه از پوست یا بی‌حسی در قسمت‌های مختلف چشم و نقاط دیگری از بدن از جمله بینی، دهان، گوش، گلو، مقعد و اندام جنسی استفاده کرد.

داروهای بی‌حس‌کننده سطحی در اشکال مختلف از جمله کرم، پماد، ژل، اسپری، لوسیون و آئروسل در دسترس می‌باشد. این داروها هنوز هم در حال استفاده هستند به عنوان مثال جراحی ترمیمی بینی.

## موارد استفاده
از این دسته دارویی جهت کاهش درد و خارش ناشی از آفتاب سوختگی، سوختگی‌های خفیف، بریدگی و خراش کوچک، پیچک و بلوط سمی استفاده می‌شود.
در چشم‌پزشکی و بینایی‌سنجی جهت بی‌حس کردن سطح چشم استفاده می‌شود. (خارجی‌ترین لایه چشم قرنیه و ملتحمه می‌باشند) به عنوان مثال:
- آماده کردن سطح چشم جهت تماس یا تونومتری
- آماده کردن چشم جهت آزمون شرمر
- خارج کردن جسم خارجی از قرنیه و ملتحمه. خارج کردن جسم خارجی بزرگ یا موارد پیچیده‌تر نیاز به ماده بی‌حس‌کننده بیشتر و زمان بیشتر جهت بی‌حسی دارد.
در دندان‌پزشکی از بی‌حس کننده‌های سطحی جهت ایجاد بی‌حسی در بافت سخت دهان قبل تزریق ماده بی‌حس‌کننده استفاده می‌شود.[۲]
گاهی در پزشکی گوش و حلق و بینی استفاده می‌شود. مانند اوکسی بوپروکائین
در حال حاضر در جهت درمان انزال زودرس استفاده می‌شود. به این منظور این دارو را در قسمت نوک آلت جهت بی‌حسی استفاده می‌کنند.[۳] از لیدوکائین و بنزوکائین در این دسته استفاده می‌شود که لیدوکائین قوی تر از بنزوکائین است.[۴]
طول اثر داروهای بی‌حس‌کننده سطحی به نوع داروی مورد استفاده بستگی دارد.

## خطرات
استفاده بیش از حد از بی‌حس‌کننده سطحی در چشم، می‌تواند موجب آسیب شدید و حتی غیرقابل برگشت به بافت قرنیه شود و حتی در مواردی باعث از دست دادن بینایی می‌شود.

استفاده نادرست از این داروها موجب به وجود آمدن چالش در هنگام تشخیص بیماری‌های چشمی می‌شود. زمانی که بیمار دچار کراتیت و درد چشمی شدید مقاوم به درمان است، می‌توان احتمال استفاده نادرست از بی‌حس‌کننده سطحی را در نظر گرفت. همچنین در این موارد باید سابقه استفاده ی سو از داروهای دیگر را نیز بررسی کرد.